# クラーモント子爵
クラーモント子爵（クラーモントししゃく、英: Viscount Clermont）は、アイルランド貴族の爵位。1776年に創設され、1829年に廃絶した。

## 歴史
第2代ミドルトン伯爵チャールズ・ミドルトン(1649/1650–1719)は名誉革命でジェームズ2世を支持し、1695年に私権剥奪により爵位を剥奪された。ジェームズ2世は遺言状でミドルトンを伯爵に叙することを命じ、ミドルトンはその命令通り1701年10月17日にジャコバイト貴族におけるイングランド貴族であるモンマス伯爵とクラーモント子爵に叙された。ジャコバイト貴族であるためイギリス政府には承認されず、息子で第3代ミドルトン伯爵を名乗ったジョン・ミドルトン(1683–1746)が生涯未婚のまま死去するとジャコバイト貴族においても廃絶した。
アイルランド王国の政治家トマス・フォーテスキュー(1683–1769)の息子で同じく政治家のウィリアム・ヘンリー・フォーテスキュー(1722–1806)は1770年5月26日にアイルランド貴族であるラウス県クラーモントのクラーモント男爵（第1期）に、1776年7月23日にラウス県クラーモントのクラーモント男爵（第2期）とクラーモント子爵に、1777年2月10日にラウス県におけるクラーモント伯爵に叙された。このうち、第1期のクラーモント男爵とクラーモント伯爵位は通常通り男系男子のみ継承でき、第2期のクラーモント男爵とクラーモント子爵位は特別残余権（special remainder）が規定され、ウィリアム・ヘンリー・フォーテスキューの男系子孫が断絶した場合は弟ジェームズ・フォーテスキュー(1725–1782)およびその男系子孫が継承できるとした。そして、初代伯爵が死去すると、男系男子のみ継承できる爵位は廃絶、それ以外は特別残余権に基づきジェームズ・フォーテスキューの次男ウィリアム・チャールズ・フォーテスキュー(1764–1829)が継承した。ウィリアム・チャールズ・フォーテスキューも政治家であり、アイルランド庶民院議員と連合王国庶民院議員を務めたが、生涯未婚のまま死去すると爵位は廃絶した。

## クラーモント子爵（1776年）
- 初代クラーモント子爵ウィリアム・ヘンリー・フォーテスキュー（1722年 – 1806年）
  - 1777年、クラーモント伯爵に叙爵

## クラーモント伯爵（1777年）
- 初代クラーモント子爵ウィリアム・ヘンリー・フォーテスキュー（1722年 – 1806年）

## クラーモント子爵（1776年、復帰）
- 第2代クラーモント子爵ウィリアム・チャールズ・フォーテスキュー（英語版）（1764年 – 1829年）